# Parafia Najświętszej Maryi Panny Matki Kościoła i św. Jakuba Apostoła w Brzesku
Parafia pw. Najświętszej Maryi Panny Matki Kościoła i Świętego Jakuba Apostoła w Brzesku – parafia rzymskokatolicka znajdująca się w diecezji tarnowskiej, w dekanacie Brzesko.
W skład terytorium parafii wchodzi część miasta Brzesko z ulicami: Asnyka, Armii Ludowej, Bernackiego, Bohaterów Westerplatte, Bolesława Chrobrego, Bolesława Śmiałego, Browarna, Brzegowa, Brzezowiecka, Cegielniana, Chopina, Cicha, Czecha, Długa, Götza, Głowackiego, Grunwaldzka, Jagiełły, Joselewicza, Pl. Kazimierza Wielkiego, Kręta, Królowej Jadwigi, Krótka, Kusocińskiego, Legionów Piłsudskiego, Marusarzówny, Matejki, Mickiewicza, Mieszka I, Modrzejewskiej, Mościckiego, Nowa, Ogrodowa, Okocimska, Osiedlowa, Osiedle Ogrodowa, Osiedle Równia, Osiedle Świerkowa, Piastowska, Piłsudskiego, Pod Sadem, Pomianowska, Powstańców Warszawy, Przemysłowa, Puszkina, Robotnicza, Rynek, Rzeźnicza, Sienkiewicza, Słowackiego, Sobieskiego, Solskiego, Spółdzielcza, Starowiejska, 19 Stycznia, Szarych Szeregów, Świerkowa, Targowa, Targowy Plac, Towarowa, Uczestników Ruchu Oporu, Wąska, Wenecja, Wesoła, Widok, Władysława Jagiełły, Władysława Łokietka, Wojska Polskiego, Wyszyńskiego, Wyzwolenia, Zakątek, Zielona, Pl. Zwycięstwa, Żwirki i Wigury.
Od 2004 proboszczem jest ks. mgr Józef Drabik.

## Historia
Parafia św. Jakuba w Brzesku została erygowana w XV wieku. Jest najstarszą parafią w mieście. Pierwszy kościół zbudowano w 1447, prawdopodobnie z fundacji Jana z Melsztyna. W 1655 kościół św. Jakuba dotknął pożar i został ponownie odbudowany. W 1854 świątynię gruntownie odnowiono. W 1863 kościół znów ucierpiał w pożarze; został odnowiony w 1900 roku. Cztery lata później po raz kolejny spłonął w pożarze miasta. Prace nad odbudową zniszczonego kościoła prowadzone były szybko i w roku 1905 biskup tarnowski Leon Wałęga poświęcił trzy dzwony ufundowane przez rodzinę Goetzów (dwa mniejsze w roku 1915 wraz z sygnaturką zostały zarekwirowane przez władze austriackie). W roku 1913 świątynia była całkowicie odbudowana. W 1924 roku z ofiar parafian sprawiono na miejsce utraconych dzwonów nowe wraz z sygnaturką. W czasie okupacji zostały przez Niemców zabrane. W latach 1979–1983 do starego kościoła od strony północnej dobudowano nowy kościół z trzynawowym korpusem pw. Maryi Matki Kościoła.
Dekretem biskupa tarnowskiego Andrzeja Jeża, 6 października 2018 kościół parafialny św. Jakuba w Brzesku został podniesiony do rangi Sanktuarium Świętego Jakuba Starszego Apostoła przy Drodze „Via Regia”.

## Proboszczowie i administratorzy
- Jan – ok. 1443
- Mikołaj – przed 1485
- Jan z Jasienia – przed 1488
- Stanisław Głodek – przed 1496
- Jakub – przed 1508
- Wacław z Dobczyc – 1508-1522
- Jan – 1522 (administrator)
- Szymon z Kalisza – 1522-1523
- Marcin z Rajbrotu – 1523-1529
- Jan z Tarnowa – ok. 1551
- Jakub ze Skalbmierza – ok. 1569
- Walenty z Chodka – 1569-1602
- ks. Szymon Aleksander Padłowski – ok. 1602
- ks. Maciej Wnuk z Mielca – 1606-1608
- ks. Jan Chryzostom Rawa – 1608-1623
- ks. Kazimierz Romer – 1623-1636
- ks. Wojciech Waśniowski – 1636-1652
- ks. Grzegorz Jan Zdziewojski – ok. 1667
- ks. Tomasz Kijowski – 1674-1684
- ks. Florian Kasprowicz – przed 1711
- ks. Marcin Filipowicz – przed 1711
- ks. Andrzej Kwartnikiewicz – ok. 1711
- ??? Rossochadzki – ok. 1711 (administrator)
- ks. Wojciech Żuczkiewicz – ok. 1711
- ks. Konstanty Koźmiński – ok. 1712
- ks. Franciszek Szembek – ok. 1721
- ks. Ignacy Swabidniowicz – ok. 1725
- ks. Maciej Jodłowski – ok. 1728
- ks. Andrzej Sasiński – 1736-1740
- ks. Jakub Gutwicz – 1740-1749
- ks. Kazimierz Domaniewicz – ok. 1749
- ks. Wojciech Klimasiewicz – ok. 1753
- ks. Stanisław Kosecki – 1762-1794
- ks. Ludwik Maruchowicz OP – 1794-1795 (administrator)
- ks. Antoni Stachlewski – 1795-1825
- ks. Antoni Piotrowski  – 1826 (administrator)
- ks. Jan Nepomucen Machaczek – 1826-1853
- ks. Marceli de Korczak Krzeczowski  – 1853 (administrator)
- ks. Jan Kanty Stopa – 1853-1873
- ks. Józef Migdał  – 1873 (administrator)
- ks. Ignacy Kubasiewicz – 1873-1881
- ks. Maciej Pająk  – 1881-1882 (administrator)
- ks. Stanisław Dylski – 1882-1903
- ks. Michał Wieliński  – 1903 (administrator)
- ks. Jakub Ignacy Oleksy – 1903-1912
- ks. Roman Mazur – 1912-1926
- ks. Jakub Stosur – 1926-1969
- ks. Kazimierz Kopacz – 1969-1989
- ks. Zygmunt Bochenek – 1989-2004
- ks. Józef Drabik – od 2004[4]